# 丹戎布拉大學
丹戎布拉大學是印度尼西亞坤甸的一所公立大學。
前印尼副總統哈姆扎·哈兹曾在該大學教書。

## 歷史
1959年5月20日成立時是國家認可的私立大學，稱Universitas Daya Nasional，有法學、企業管理學院，1963年5月16日成為公立大學，改名為坤甸州立大學（Universitas Negeri Pontianak）。1965年9月14日改名為Universitas Dwikora（Dwikora，即“兩項人名命令”，與馬印戰爭有關），同時社會和政治科學院開張。1967年8月15日改現名，以紀念曾統治該地區丹戎布拉王國。